# Aegidius van den Blocke
Aegidius van den Blocke (auch Gillis van den Blocke; * um 1530; † nach 1573) war ein flämischer Bildschnitzer in Mechelen und Danzig.

## Leben und Wirken
1561 war er als ein freier Meister (niedriger als Meister) in Mechelen in Flandern als Bildschnitzer tätig. Aus dieser Zeit ist ein Lehrling bei ihm bekannt. 1562 bereitete Aegidius van den Blocke seinen Umzug nach Danzig vor, mit Unterstützung des Kämmerers Lancelot de Gottignies. Bald darauf erfolgte dieser wahrscheinlich.
1573 erhielt van den Blocke das Danziger Bürgerrecht.
In Danzig sind keine Arbeiten von ihm bekannt. Es wurde vermutet, dass er die Tumba für die pommerellischen Herzöge in der Klosterkirche Oliva geschaffen haben könnte.
Einige Personen mit dem Namen von dem Block in Danzig waren möglicherweise Nachfahren von ihm.
Der Bildschnitzer Francen van den Blocke war sein Vater, der Bildhauer Willem van den Blocke war sein Bruder.
siehe auch: van den Blocke (Künstlerfamilie)